# Sorgentelefon Liechtenstein
Das Sorgentelefon Liechtenstein ist ein Telefonhilfe-Dienst in Liechtenstein für Kinder und Jugendliche. Der von der Lazarus Gemeinschaft Liechtenstein betriebene Dienst ist kostenlos unter der landesweiten Notrufnummer 147 rund um die Uhr erreichbar und erscheint nicht auf der Telefonrechnung.
Der Anrufer kann sich seine Sorgen von der Seele reden und sich über nahezu jedes altersspezifische Thema oder Problem informieren und aufklären lassen. Falls eine fachgerechte Beratung durch das Team nicht möglich ist, vermittelt der Dienst eine entsprechende kompetente Stelle.